# Coppa dei Campioni 1958-1959 (pallacanestro femminile)
La Coppa dei Campioni di pallacanestro femminile 1958-1959 è stata la prima edizione della massima competizione europea per club.

## Regolamento
Le 10 squadre partecipanti, vincitrici dei rispettivi campionati nazionali nella stagione 1957-1958, disputarono delle gare ad eliminazione diretta. Partite consistenti in un turno preliminare per quattro squadre, quarti di finale, semifinali e finale, con partite di andata e ritorno.

## Squadre partecipanti
- Slavia Sofia
- Sparta Praga Sokolovo
- AS Montferrand
- Humboldt Uni Berlino
- HTV Heidelberg

- AZS Varsavia
- Constructorul Bucurest
- Vörös Meteor Budapest
- Dinamo Mosca
- Stella Rossa

## Risultati

### Turno di qualificazione
Le partite di andata si sono disputate l'8 febbraio, il ritorno il 14 febbraio 1959.
| Squadra 1            | Totale   | Squadra 2             | Andata  | Ritorno |
| -------------------- | -------- | --------------------- | ------- | ------- |
| HTV Heidelberg       | 69 - 109 | AS Montferrand        | 37 - 54 | 32 - 55 |
| Humboldt Uni Berlino | rit.     | Vörös Meteor Budapest | 20 - 0  | -       |

### Quarti di finale
Le partite si sono disputate tra il 24 febbraio e il 28 marzo 1959.
| Squadra 1              | Totale    | Squadra 2             | Andata  | Ritorno |
| ---------------------- | --------- | --------------------- | ------- | ------- |
| Constructorul Bucurest | 88 - 135  | Slavia Sofia          | 46 - 60 | 42 - 75 |
| AS Montferrand         | 67 - 84   | Sparta Praga Sokolovo | 37 - 34 | 30 - 50 |
| Humboldt Uni Berlino   | 77 - 99   | Stella Rossa          | 31 - 33 | 46 - 66 |
| Dinamo Mosca           | 144 - 119 | AZS Varsavia          | 73 - 65 | 71 - 54 |

### Semifinali
Le partite di andata si sono disputate l'11 e il 12 aprile, il ritorno il 25 e il 26 aprile 1959.
| Squadra 1             | Totale    | Squadra 2    | Andata  | Ritorno |
| --------------------- | --------- | ------------ | ------- | ------- |
| Sparta Praga Sokolovo | 105 - 137 | Slavia Sofia | 60 - 77 | 45 - 60 |
| Dinamo Mosca          | 106 - 67  | Stella Rossa | 58 - 33 | 48 - 34 |

### Finale
La partita di andata si è disputata l'8 maggio, il ritorno il 19 maggio 1959.
| Squadra 1    | Totale  | Squadra 2    | Andata  | Ritorno |
| ------------ | ------- | ------------ | ------- | ------- |
| Slavia Sofia | 97 - 84 | Dinamo Mosca | 63 - 40 | 34 - 44 |

## Verdetti
- Vincitrice:  Slavia Sofia (1º titolo)
Formazione:[3] Vanja Vojnova, Dora Čalăškanova-Vasileva (capitano), Elena Gospodinova, Rajna Rangelova, Dora Damjanova-Kuzova, Tanja Todorova, Blagovesta Čengelieva, Dora Smedovska, Elka Ivanova, Veska Dupcheva. Allenatore: Dimităr Mitev.